# Konstantine Rakoutine
Konstantine Ivanovitch Rakoutine (russe : Константин Иванович Ракутин), né le 3 juin 1902 dans le village de Novinki dans le gouvernement de Vladimir (Empire russe) et mort au combat le 7 octobre 1941 dans les environs de Semliovo dans l'oblast de Smolensk (Union soviétique), est un major général de l'Armée rouge de la Seconde Guerre mondiale.
Vétéran de la guerre civile russe et de la guerre polono-soviétique, Rakoutine devient officier dans les troupes frontalières pendant l'entre-deux-guerres, devenant chef d'état-major du district frontalier de Léningrad à la fin des années 1930. Il est chef du district frontalier de la Baltique lors de l'opération Barbarossa et est rapidement nommé commandant de la 31e armée. Rakoutine dirige la 24e armée dans la coûteuse mais réussie offensive de Ielnia pendant l'opération Barbarossa, peu avant la bataille de Moscou. Durant les premiers jours de cette dernière, il est tué au combat. Rakoutine reçoit à titre posthume (1990) le titre de Héros de l'Union soviétique pour son leadership lors de l'offensive.

## Jeunesse et guerre civile russe
Rakoutine naît le 3 juin 1902 dans le village de Novinki, dans le gouvernorat de Vladimir. En 1917, il est diplômé à Nijni Novgorod et travaille au comité exécutif de la ville en tant que greffier. Il sert dans l'Armée rouge à partir de juillet 1919 et obtient son diplôme des cours d'infanterie de Tambov en décembre de la même année. Nommé commissaire militaire de l'école de formation du 9e régiment de la Volga, Rakoutine combat pendant la guerre civile russe contre les forces d'Alexandre Koltchak. Pendant la guerre polono-soviétique, il devient commandant adjoint de compagnie dans le 473e régiment de fusiliers de la 53e division de fusiliers (en). L'unité de Rakoutine est contrainte de se retirer en Prusse-Orientale avec la 4e armée (en) par la contre-offensive polonaise d'août 1920 et en 1921, il retourne en Union soviétique après un camp d'internement. Plus tard cette année-là, Rakoutine combat les forces blanches et japonaises au sein de l'Armée populaire révolutionnaire de la république d'Extrême-Orient, en tant que commandant de compagnie du 5e régiment de Tchita. En février 1922, il se distingue lors de la prise de Volochaïevka (en).

## Entre-deux-guerres
Rakoutine est transféré aux troupes frontalières de l'OGPU après la fin de la guerre civile russe en 1922, devenant officier politique de l'escadron de cavalerie frontalière de l'Amour. Il devient commandant d'un secteur du détachement frontalier de Bikine en 1924 et chef du service du commandant des frontières à Nikolaïevsk-sur-Amour en 1925. Nommé chef du service indépendant du commandant de la frontière d'Okhotsk et simultanément vice-président du comité exécutif du raïon d'Okhotsk en 1927, il se distingue dans la répression de la révolte Iakoute cette année-là. Après avoir obtenu son diplôme de l'École supérieure des frontières de l'OGPU en 1931, Rakoutine est nommé chef adjoint du département de formation de la 1re école des gardes-frontières et des gardes intérieurs de l'OGPU de Novo-Peterhof.
À partir de novembre 1936, il est chef du département de formation de la 2e école des gardes-frontières et de l'intérieur du NKVD de Kharkov et, en 1937, il est diplômé de l'Académie militaire Frounze. Nommé chef du 13e détachement frontalier de Berezino en Biélorussie en 1937, Rakoutine devient chef d'état-major du district frontalier de Léningrad en 1939. Nommé chef d'état-major de la direction des troupes frontalières du NKVD du raïon de Léningrad en septembre de la même année, il sert comme commandant adjoint des forces de la 15e armée pour l'arrière front pendant la guerre d'Hiver. Promu kombrig en février 1940, Rakoutine devient major général lorsque l'Armée rouge introduit le grade d'officier général le 4 juin 1940. Il est nommé chef du district frontalier de la Baltique en juillet de la même année.

## Seconde Guerre mondiale
Après le début de l'opération Barbarossa en juin 1941, Rakoutine est nommé fin juin commandant de la 31e armée de réserve du haut commandement suprême, formée dans le district militaire de Moscou. Cela s'avère bref puisqu'il est transféré au commandement de la 24e armée du front de réserve en juillet, la dirigeant dans la bataille de Smolensk. La 24e armée mène des assauts quasi constants contre les défenses allemandes à Ielnia à partir du 8 août, mais les attaques doivent être interrompues en raison de lourdes pertes le 20 août. L'offensive de Ielnia reprend le 30 août et le 8 septembre 1941, l'armée capture finalement la ville. Grâce à leurs actions, cinq divisions de l'armée deviennent les premières unités de la Garde alors que la victoire est claironnée dans la propagande soviétique. Cependant, les forces allemandes adverses furent autorisées à battre en retraite, tout en subissant des pertes difficilement remplaçables. Début octobre, la 24e armée est encerclée dans la poche de Viazma, créée par l'opération Typhoon. Lors de la tentative de retrait de l'armée de l'encerclement, Rakoutine est tué au combat près du village de Semliovo, dans l'oblast de Smolensk, le 7 octobre. L'un des derniers à l'avoir vu vivant est le soldat A. Souslov, du bataillon de garde du quartier général de l'armée. Selon lui, Rakoutine avait ordonné de brûler les documents de l'armée après l'échec de la tentative d'évasion.
Rakoutine est radié des listes de l'Armée rouge en 1943 comme porté disparu. Il est déclaré mort après la guerre en 1946, mais le lieu et les circonstances de sa mort restèrent inconnus. Son lieu de décès est découvert par des membres du Mouvement de Recherche et, en 1996, sa dépouille est inhumée au cimetière militaire de Snegiri. Pour son « courage et son héroïsme manifestés dans la lutte contre les envahisseurs fascistes allemands pendant la Grande Guerre patriotique », Rakoutine reçut à titre posthume le titre de Héros de l'Union soviétique et l'Ordre de Lénine le 5 mai 1990,.

## Récompenses et honneurs[1]
- Héros de l'Union soviétique (5 mai 1990)
- Ordre de Lénine (5 mai 1990)
- Ordre de la Guerre Patriotique de 1re classe (1965)
- Ordre de l'Étoile rouge (1941)
- Médaille des 20 ans de l’Armée rouge des paysans et travailleurs (1938)
- Arme honorifique